# Herre, förbarma dig (Kyrie-litania, Sjögren 1986)
Herre, förbarma dig är ett Kyrie av Per-Olof Sjögren. Skrivet 1986.

## Publicerad som
- Nr 695:4 i Den svenska psalmboken 1986 under rubriken "Liturgiska sånger".
- Den svenska kyrkohandboken från 1986.